# 缅甸太平江一级水电站
缅甸太平江一级水电站（DAPEIN(Ⅰ)）位于缅甸东北部克钦邦第二特区克钦独立军控制区境内的太平江，拦河大坝距中缅国境洪崩河边民过境通道的第37号界桩2.5公里。距缅甸八莫40公里。上游距中国盈江县城90公里。是中国大唐集团在境外投资建设和运营的第一个水电站项目。业主为中国大唐集团海外投资有限公司全资子公司“大唐（云南）水电联合开发有限责任公司”。

## 技术概况
坝址上游中国境内建有大盈江一至四级水电站。库区河段总体由北东流向南西，河流近直线，在坝址附近约为弧形。河谷一般为大体对称的“V”型谷，一般河槽深切，水面狭窄。库区谷坡一般40°～50°之间，局部陡达60°左右。 
太平江一级水电站规模为中型，工程等别为III等，主要建筑物为3级。
水库正常蓄水位255.0m，相应库容472万m3。五十年一遇设计洪水位255m。五百年一遇校核洪水位256.06m，相应库容578万m3。属于小(I)型水库。
为有压引水式径流式电站。主要水工建筑物包括：首部枢纽、引水系统、调压井和厂区枢纽。首部枢纽由混凝土重力坝（坝高46m，坝顶高程257.50m，全长204m，包括冲沙泄洪底孔、排漂孔、溢流坝段和非溢流坝段）、下游消力池、两个电站进水口布置在首部枢纽大坝右岸上游50m处由拦污栅闸段和进水闸段组成（分别长3342.405m、3299.461m）；左岸冲砂导流洞等建筑物组成；引水系统包括两条有压引水隧洞（圆形断面洞径8m）、上游调压井、压力钢管道等组成。有压引水隧洞总设计引用流量386m3/秒。厂区枢纽由位于大坝下游约460m的右岸河漫滩上的电站地面主厂房、副厂房、升压开关站等组成。
装机容量24万千瓦（4×6 万千瓦）。年平均发电量为10.65亿千瓦小时。电站建成后送入南方电网，在系统中主要担任基荷和腰荷。电站采用计算机监控，按无人值班、少人值守设计。

## 历史
该水电站由中国大唐集团公司投资控股，华中电力国际经贸有限责任公司和江西省水利规划设计院参与投资建设。工程由中国水电建设集团国际公司进行施工总承包，广西水电工程局承担大坝和发电厂房土建工程施工，水电十四局承担引水隧洞土建和发电厂房机电设备安装施工。总投资17亿元，90%以上的电量将回送中国南方电网。
2007年7月1日开工建设。计划完工日期为：2010年6月30日。施工人员过国境“山兵”（当地对克钦独立军的俗称）关卡用山兵的通行证，过工地缅军关卡使用缅甸联邦第一电力部签发的通行证。2007年12月19日，中国水电建设集团施工总承包的缅甸太平江水电站工程工地，中国大唐集团公司党组书记、总经理翟若愚宣布电站主体工程开工，并与缅甸联邦第一电力部水利司司长翁顾水共同按动爆破钮。 
配套修建了洪崩河至八莫桂格当28公里的柏油道路和各类桥梁5座，改善了当地的道路交通条件；同时完成盈八（云南省盈江县至缅甸八莫地区）公路的建设。2008年11月10日主河床截流。2009年9月30日Ⅰ号引水发电隧洞具备通水条件：2010年2月20日Ⅱ号引水发电隧洞具备通水条件：2009年8月31日尾水闸门具备下闸条件。
2009年12月20日，两国元首见证下，中缅双方在缅甸首都内比都签署16个项目合作协议，该项目特许经营期限为“35+5”年，特许经营期满后全部移交给缅甸联邦政府。
首台机组于2010年8月29日并网发电，最后一台机组于2010年12月31日正式商业运营，实现了“一年四投”目标。2011年1月23日，缅甸太平江一级水电站全部建成投产。
2011年5月31日，太平江上游持续暴雨，太平江水电站投产以来第一次实现4机并网满负荷运行，日发电量创下历史新高。2011年6月9日，缅甸政府军试图攻入克钦独立军控制地区，接管该水电站安保，遭拒后双方发生摩擦，随后升级为战争。6月14日，在做好现场生产安全措施，与缅方人员办理设备代保管手续后，电站中方人员被迫全部撤离，停产后的电站暂交缅甸电力部技术人员值守，保持电站柴油发电机定时启动抽水。近30名中国工程师和大坝工人被缅甸政府军控制。其后，经过缅甸政府、克钦独立军和中国政府的谈判，滞留在水电站的中国人才获准经过克钦独立军控制的边境地区返回中国。在停产近2年后，2013年3月22日成功下闸蓄水，4月18日电站成功向缅甸八莫地区供电，4月19日4号机组并入云南电网运行。
2017年11月由中国国家电网公司工程总承包并承建的“缅甸北克钦邦与230千伏主干网连通工程”开工建设，业主为缅甸电力与能源部，合同金额1.3347亿美元。工程新建两座230千伏变电站和两条总长约300公里的230千伏双回输电线路，起点位于缅甸克钦邦境内的太平江水电站，终点位于缅甸第二大城市曼德勒附近。工程将缅北太平江水电站与缅甸骨干电网联接，是缅甸“北电南送”的重要通道工程，有效解决缅北水电站窝电现象，改善缅甸南部电力短缺现状。2020年1月11日，工程竣工仪式在缅甸实皆省瑞博市举行。
2020年1月，太平江电站收到缅甸克钦邦电力与能源部感谢信，就电站长期以来为缅甸八莫地区提供安全、优质、可靠的电力能源、以及对当地社会经济发展和人民生活水平提高所作出的重要贡献表示感谢。 
2021年第二届“一带一路”能源部长会议在青岛举行。会议期间发布了 “能源国际合作最佳实践案例”，缅甸太平江水电站项目荣获“惠及民生”奖。
截至2021年10月19日，电站安全运行3395天，累计发电量88.12亿千瓦时。